# みツわの
『みツわの』は、松本逸暉による日本のライトノベル。イラストはえむけーが担当している。講談社BOX（講談社）より2014年3月に刊行された。2012年度講談社BOX-AiR新人賞受賞作。
2014年3月にOVAとして発売。

## ストーリー
京都へ修学旅行にやってきた中学生・麻衣はそこで出会った舞妓・一葉に憧れ、中学を卒業すると親の反対を押しきって再び京都へ。しかし当初修業する予定だった置屋が急遽店を畳むことになってしまい、麻衣は途方に暮れる。そこで偶然再会した一葉の紹介で、自らの置屋「菊屋」で修業させてもらえるチャンスが与えられたのだが…。

## 登場人物
声はOVAのもの。
一ノ瀬 麻衣
声 - 堀江由衣
本作の主人公。舞妓に憧れ、京都へやってくる。
四十川 翠
声 - 佐藤利奈
麻衣と同じく「菊屋」で修業している。
菊月 莉子
声 - ささきのぞみ
同じく「菊屋」で修業中。
一葉
声 - 原由実
先輩舞妓で、麻衣の憧れの人。
志乃
声 - 大原さやか
一葉と同じく、先輩舞妓。

## 既刊一覧
- 松本逸暉（著） / えむけー（イラスト） 『みツわの』 講談社〈講談社BOX〉、2014年3月3日発売[3]、ISBN 978-4-06-283865-8

## OVA
2013年12月にOVA化が発表された。2014年3月12日に発売。
ストーリーはアニメ向けの完全オリジナルとなっている。

### あらすじ
- 麻衣、翠、莉子は仕込み（舞子見習）として菊屋で修行に励む日々を送っている。踊りの師匠（良くできたときにはなまると評価することから3人には「はなまる師匠」と呼ばれている）の元で宮川音頭（京おどりの最後を飾る総踊り）を習った帰りに女将さんの友人である、呉服屋のおばちゃんを訪ねると仕込みが祇園祭で踊りを披露することが決まったと聞く。一葉に確認すると、各置屋から二人が出られるという。三人のうち二人しか出られないと聞き、踊りにおいて遅れている翠は焦りを見せ、少しずつ行き違いが…。

### スタッフ
- 原作 - 松本逸暉[1]
- キャラクター原案 - えむけー[1]
- 監督・絵コンテ・演出 - いがりたかし[1]
- 脚本 - 高橋ナツコ[1]
- キャラクターデザイン・総作画監督 - 波部崇
- 作画監督 - 波部崇　空流辺広子　北川大輔
- プロップデザイン - 大和田彩乃
- 美術監督 - 小坂部直子
- 美術監修 - 佐藤正浩
- 色彩設計 - 岩井田洋
- 撮影監督 - 口羽毅
- 編集 - 平木大輔
- 音響監督 - 亀山俊樹[1]
- 音楽 - 市川淳[1]
- 音楽制作 - スターチャイルドレコード
- プロデューサー - 栗城浩美、林玄規、川﨑とも子
- 制作プロデューサー - 新宅潔
- アニメーション制作 - ZEXCS[1]
- 製作 - みツわの製作委員会[1]

### キャスト
前出以外のキャストを記載する
- 女将さん 榊原良子
- 呉服屋いたみのおばちゃん 平野文
- はなまる師匠 丸山裕子
- おばさん 大福弓子
- 女子生徒 白川愛実 佐々梨花 梅原麻美 松聖花

### 主題歌
「この場所で」
歌 - 堀江由衣

### 商品情報
| ソフト  | 発売日        | 規格品番      |
| ------- | ------------- | ------------- |
| Blu-ray | 2014年3月12日 | KIZX-141～142 |
| DVD     | 2014年3月12日 | KIZB-153～154 |